# Маковецкий, Владимир Кириллович
Владимир Кириллович Маковецкий (род. 21 июля 1954 года, Ленинград, РСФСР, СССР) — советский и российский художник по стеклу, член-корреспондент РАХ (2021).

## Биография
Родился 21 июля 1954 года в Ленинграде, живёт и работает в Санкт-Петербурге.
В 1980 году — окончил Ленинградский технологический институт по специальности химическая технология стекла и ситаллов.
С 1982 по 1991 годы — художник Ленинградского завода художественного стекла.
С 1995 по 2006 годы — один из основателей и художник творческой мастерской «Макграв», с 2006 года по сей день работает в авторской мастерской.
С 2003 года — член Союза художников России.
В 2021 году — избран членом-корреспондентом Российской академии художеств от Отделения декоративных искусств.

## Творческая деятельность
Значительная часть работ выполнена в творческом сотрудничестве с супругой, художницей с Е. В. Лаврищевой (коллектив «МакЛав»).
Основные произведения: «Рейнике Лис» (2000, оптическое стекло, шлифовка, полировка, матовая резьба по стеклу, гравировка), «Балена» (2002, оптическое стекло, металл, шлифовка, полировка, гравировка), «Дракон Горы» (2002, оптическое стекло, шлифовка, полировка, гравировка), «Ангел» (2003, оптическое стекло, шлифовка, полировка, гравировка), «Пробуждение» (2004, оптическое стекло, чёрное листовое стекло, металл, подсветка, работа алмазной пилой, шлифовка, полировка, гравировка), «Сцилла и Харибда» (2008, оптическое стекло, колка, шлифовка, полировка, гравировка), витражная композиция «Арабески» (2012, стекло, дерево, гравировка), «Белое Безмолвие» (2014, стекло, дерево, подсветка, шлифовка, полировка, работа алмазной пилой, гравировка, выколотка), «Таинственные миры» (2015, стекло, дерево, подсветка), «Шоу» (в соавторстве с Е. В. Лаврищевой, 2016, стекло, дерево, металл, подсветка).
Произведения находятся в собраниях Государственного Эрмитажа, Государственного Русского музея, Музея художественного стекла Елагиноостровского дворца-музея, Всероссийского музея декоративного искусства, Государственного дворцово-паркового музея-заповедника «Останкино и Кусково», Музея стекла в городе Каменицки-Шенов (Чехия), в частных коллекциях в России и за рубежом.
Участник выставок с 1995 года; международных симпозиумов «Engraved glass» (Каменецкий Шенов, Чехия) и «Glass in Сontext» (Фрауенау, Германия) с 1996 года.

## Награды
- Серебряная медаль РАХ (2005)
- Золотая медаль РАХ (2019)